# Горнє Лежече
Горнє Лежече (словен. Gornje Ležeče) — поселення в общині Дівача, Регіон Обално-крашка, Словенія. Висота над рівнем моря: 521 м.